# Dominikana na Letnich Igrzyskach Olimpijskich 2012
Dominikanę na Letnich Igrzyskach Olimpijskich 2012, które odbyły się w Londynie, reprezentowało 33 zawodników. Zdobyli oni 2 medale: jeden złoty i jeden srebrny, zajmując 46. miejsce w klasyfikacji medalowej.
Był to trzynasty start reprezentacji Dominikany na letnich igrzyskach olimpijskich.

## Zdobyte medale
| Medal  | Zawodnik        | Dyscyplina    | Konkurencja                         | Rezultat | Data       |
| ------ | --------------- | ------------- | ----------------------------------- | -------- | ---------- |
| Złoto  | Félix Sánchez   | Lekkoatletyka | Bieg na 400 m przez płotki mężczyzn | 47.63    | 6 sierpnia |
| Srebro | Luguelín Santos | Lekkoatletyka | Bieg na 400 m mężczyzn              | 44.46    | 6 sierpnia |

## Reprezentanci

### Boks
Mężczyźni
| Zawodnik            | Konkurencja | 1/16             | 1/8               | Ćwierćfinał      | Półfinał         | Finał            | Finał   |
| Zawodnik            | Konkurencja | Przeciwnik Wynik | Przeciwnik Wynik  | Przeciwnik Wynik | Przeciwnik Wynik | Przeciwnik Wynik | Miejsce |
| ------------------- | ----------- | ---------------- | ----------------- | ---------------- | ---------------- | ---------------- | ------- |
| William Encarnación | 56 kg       | Lemboumba W 15-6 | Ouadahi P 10-16   | NQ               | NQ               | NQ               | NQ      |
| Wellington Arias    | 60 kg       | Marriaga W 17-8  | Łomaczenko P 3-15 | NQ               | NQ               | NQ               | NQ      |
| Junior Castillo     | 75 kg       | Ogogo P 6-13     | NQ                | NQ               | NQ               | NQ               | NQ      |

### Gimnastyka

#### Gimnastyka sportowa
Kobiety
| Zawodnik     | Konkurencja     | Kwalifikacje | Kwalifikacje | Kwalifikacje | Kwalifikacje | Kwalifikacje | Kwalifikacje | Finał    | Finał    | Finał    | Finał    | Finał  | Finał   |
| Zawodnik     | Konkurencja     | Przyrząd     | Przyrząd     | Przyrząd     | Przyrząd     | Razem        | Miejsce      | Przyrząd | Przyrząd | Przyrząd | Przyrząd | Razem  | Miejsce |
| Zawodnik     | Konkurencja     | FX           | VT           | UB           | BB           | Razem        | Miejsce      | FX       | VT       | UB       | BB       | Razem  | Miejsce |
| ------------ | --------------- | ------------ | ------------ | ------------ | ------------ | ------------ | ------------ | -------- | -------- | -------- | -------- | ------ | ------- |
| Yamilet Peña | Ćwiczenia wolne | 12.300       | —            | —            | —            | 12.300       | 72.          | NQ       | NQ       | NQ       | NQ       | NQ     | NQ      |
| Yamilet Peña | Skoki           | —            | 14.699       | —            | —            | 14.699       | 5.           | —        | 14.516   | —        | —        | 14.516 | 6.      |

### Judo
Kobiety
| Zawodniczka  | Konkurencja | 1/16                | 1/8                 | Ćwierćfinał         | Półfinał            | Repasaże            | O 3. miejsce        | Finał               | Finał   |
| Zawodniczka  | Konkurencja | Przeciwniczka Wynik | Przeciwniczka Wynik | Przeciwniczka Wynik | Przeciwniczka Wynik | Przeciwniczka Wynik | Przeciwniczka Wynik | Przeciwniczka Wynik | Pozycja |
| ------------ | ----------- | ------------------- | ------------------- | ------------------- | ------------------- | ------------------- | ------------------- | ------------------- | ------- |
| María García | - 52 kg     | BYE                 | Müller P 0002-1011  | NQ                  | NQ                  | NQ                  | NQ                  | NQ                  | NQ      |

### Lekkoatletyka
Mężczyźni
| Zawodnik                                                | Konkurencja                | Eliminacje | Eliminacje | Ćwierćfinał | Ćwierćfinał | Półfinał | Półfinał | Finał | Finał   |
| Zawodnik                                                | Konkurencja                | Wynik      | Miejsce    | Wynik       | Miejsce     | Wynik    | Miejsce  | Wynik | Miejsce |
| ------------------------------------------------------- | -------------------------- | ---------- | ---------- | ----------- | ----------- | -------- | -------- | ----- | ------- |
| Carlos Jorge                                            | bieg na 200 m              | 21.02      | 6.         | —           | —           | NQ       | NQ       | NQ    | NQ      |
| Luguelín Santos                                         | bieg na 400 m              | 45.04      | 1.         | —           | —           | 44.78    | 1.       | 44.46 | srebro  |
| Winder Cuevas                                           | bieg na 400 m przez płotki | 50.15      | 6.         | —           | —           | NQ       | NQ       | NQ    | NQ      |
| Félix Sánchez                                           | bieg na 400 m przez płotki | 49.24      | 1.         | —           | —           | 47.76    | 1.       | 47.63 | złoto   |
| Gustavo Cuesta Félix Sánchez Joel Mejia Luguelín Santos | Sztafeta 4 x 400 m         | DSQ        | DSQ        | —           | —           | —        | —        | NQ    | NQ      |

Kobiety
| Zawodniczka     | Konkurencja                | Eliminacje | Eliminacje | Ćwierćfinał | Ćwierćfinał | Półfinał | Półfinał | Finał | Finał   |
| Zawodniczka     | Konkurencja                | Wynik      | Miejsce    | Wynik       | Miejsce     | Wynik    | Miejsce  | Wynik | Miejsce |
| --------------- | -------------------------- | ---------- | ---------- | ----------- | ----------- | -------- | -------- | ----- | ------- |
| Mariely Sánchez | bieg na 200 m              | 23.20      | 6.         | —           | —           | NQ       | NQ       | NQ    | NQ      |
| Raysa Sánchez   | bieg na 400 m              | 52.47      | 5.         | —           | —           | NQ       | NQ       | NQ    | NQ      |
| Lavonne Idlette | bieg na 100 m przez płotki | 13.60      | 5.         | —           | —           | NQ       | NQ       | NQ    | NQ      |

### Pływanie
Mężczyźni
| Zawodnik        | Konkurencja   | Eliminacje | Eliminacje | Półfinał | Półfinał | Finał | Finał   |
| Zawodnik        | Konkurencja   | Czas       | Miejsce    | Czas     | Miejsce  | Czas  | Miejsce |
| --------------- | ------------- | ---------- | ---------- | -------- | -------- | ----- | ------- |
| Nicholas Schwab | 200m dowolnym | 1:53.41    | 37.        | NQ       | NQ       | NQ    | NQ      |

Kobiety
| Zawodniczka     | Konkurencja      | Eliminacje | Eliminacje | Półfinał | Półfinał | Finał | Finał   |
| Zawodniczka     | Konkurencja      | Czas       | Miejsce    | Czas     | Miejsce  | Czas  | Miejsce |
| --------------- | ---------------- | ---------- | ---------- | -------- | -------- | ----- | ------- |
| Doryan McMenemy | 100 m motylkowym | 1:05.78    | 41.        | NQ       | NQ       | NQ    | NQ      |

### Podnoszenie ciężarów
Kobiety
| Zawodniczka        | Konkurencja | Rwanie | Rwanie  | Podrzut | Podrzut | Razem | Pozycja |
| Zawodniczka        | Konkurencja | Wynik  | Pozycja | Wynik   | Pozycja | Razem | Pozycja |
| ------------------ | ----------- | ------ | ------- | ------- | ------- | ----- | ------- |
| Beatriz Pirón      | Do 48 kg    | 77     | 7.      | 90      | 11.     | 167   | 9.      |
| Yuderqui Contreras | Do 53 kg    | 94     | DNF     | —       | —       | —     | —       |

### Siatkówka

#### Siatkówka halowa
Turniej kobiet
Reprezentacja Dominikany w siatkówce halowej kobiet brała udział w rozgrywkach grupy A turnieju olimpijskiego, wygrywając dwa spotkania i przegrywając trzy. Awansowała do ćwierćfinału, w którym przegrała z reprezentacją Stanów Zjednoczonych, odpadając z dalszych rozgrywek.
Tabela grupy
| Lp. | Drużyna         | Pkt | Mecze | Mecze   | Mecze   | Sety | Sety | Sety  | Małe punkty | Małe punkty | Małe punkty |
| Lp. | Drużyna         | Pkt | M     | W (3:2) | P (2:3) | wyg. | prz. | ratio | zdob.       | str.        | ratio       |
| --- | --------------- | --- | ----- | ------- | ------- | ---- | ---- | ----- | ----------- | ----------- | ----------- |
| 1   | Rosja           | 14  | 5     | 5 (1)   | 0 (0)   | 15   | 4    | 3.750 | 459         | 352         | 1.304       |
| 2   | Włochy          | 13  | 5     | 4 (0)   | 1 (1)   | 14   | 5    | 2.800 | 444         | 368         | 1.207       |
| 3   | Japonia         | 9   | 5     | 3 (0)   | 2 (0)   | 11   | 6    | 1.833 | 401         | 335         | 1.197       |
| 4   | Dominikana      | 6   | 5     | 2 (0)   | 3 (0)   | 8    | 9    | 0.889 | 374         | 362         | 1.033       |
| 5   | Wielka Brytania | 2   | 5     | 1 (1)   | 4 (0)   | 3    | 14   | 0.214 | 295         | 398         | 0.741       |
| 6   | Algieria        | 1   | 5     | 0 (0)   | 5 (1)   | 3    | 15   | 0.200 | 252         | 410         | 0.615       |

Źródło: fivb.org
Punktacja: 3:0 i 3:1 – 3 pkt; 3:2 – 2 pkt; 2:3 – 1 pkt; 1:3 i 0:3 – 0 pkt
Zasady ustalania kolejności: 1. liczba punktów; 2. liczba zwycięstw; 3. stosunek setów; 4. stosunek małych punktów; 5. bilans w bezpośrednich meczach

Wyniki spotkań
| Data         | Godzina | Drużyna 1  | Wynik | Drużyna 2         | Set 1 | Set 2 | Set 3 | Set 4 | Set 5 | Widzów | Raport |
| ------------ | ------- | ---------- | ----- | ----------------- | ----- | ----- | ----- | ----- | ----- | ------ | ------ |
| Faza grupowa |         |            |       |                   |       |       |       |       |       |        |        |
| 28.07        | 16:45   | Włochy     | 3:1   | Dominikana        | 25:17 | 23:25 | 25:19 | 25:15 | --:-- | 14.000 |        |
| 30.07        | 14:45   | Dominikana | 1:3   | Rosja             | 23:25 | 15:25 | 26:24 | 22:25 | --:-- | 14.800 |        |
| 01.08        | 9:30    | Dominikana | 0:3   | Japonia           | 20:25 | 19:25 | 23:25 | --:-- | --:-- | 9.000  |        |
| 03.08        | 16:45   | Dominikana | 3:0   | Wielka Brytania   | 25:9  | 25:18 | 25:19 | --:-- | --:-- | 14.000 |        |
| 05.08        | 9:30    | Dominikana | 3:0   | Algieria          | 25:15 | 25:16 | 25:13 | --:-- | --:-- | 11.000 | raport |
| Ćwierćfinał  |         |            |       |                   |       |       |       |       |       |        |        |
| 07.08        | 19:00   | Dominikana | 0:3   | Stany Zjednoczone | 14:25 | 21:25 | 22:25 | --:-- | --:-- | 13.000 |        |

Skład
| Nr | Imię i nazwisko     | Data urodzenia (wiek) | Wzrost (cm) | Klub                                               | Pozycja |
| -- | ------------------- | --------------------- | ----------- | -------------------------------------------------- | ------- |
| 1  | Annerys Vargas      | 07.08.1981 (30)       | 196         | Criollas de Caguas                                 | Ś       |
| 3  | Lisvel Eve-Castillo | 10.09.1991 (20)       | 194         | Criollas de Caguas                                 | Ś       |
| 5  | Brenda Castillo     | 05.06.1992 (20)       | 167         | San Cristóbal                                      | L       |
| 7  | Niverka Marte       | 19.10.1990 (21)       | 178         | Deportivo Nacional                                 | R       |
| 8  | Cándida Arias       | 11.03.1992 (20)       | 194         | Club Deportivo Universidad de San Martín de Porres | Ś       |
| 9  | Sidarka Núñez       | 25.06.1984 (28)       | 185         | Malanga Manoguayabo                                | A       |
| 10 | Milagros Cabral (K) | 17.10.1978 (33)       | 182         | Los Cachorros                                      | P       |
| 12 | Karla Echenique     | 16.05.1986 (26)       | 180         | Deportivo Nacional                                 | R       |
| 13 | Cindy Rondón        | 12.11.1987 (24)       | 186         | Mirador                                            | Ś       |
| 14 | Prisilla Rivera     | 29.12.1984 (27)       | 186         | Igtisadchi Baku                                    | A       |
| 17 | Gina Mambrú         | 21.01.1986 (26)       | 182         | Distrito Nacional                                  | A       |
| 18 | Bethania de la Cruz | 13.05.1987 (25)       | 188         | Denso Airybees                                     | P       |

Trener:  Marcos Kwiek

### Strzelectwo
Mężczyźni
| Zawodnik      | Konkurencja   | Kwalifikacje | Kwalifikacje | Finał  | Finał   |
| Zawodnik      | Konkurencja   | Punkty       | Miejsce      | Punkty | Miejsce |
| ------------- | ------------- | ------------ | ------------ | ------ | ------- |
| Sergio Piñero | trap          | 118          | 20.          | NQ     | NQ      |
| Sergio Piñero | trap podwójny | DNS          | DNS          | NQ     | NQ      |

### Taekwondo
| Zawodnicy        | Konkurencja | 1/16              | Ćwierćfinał       | Półfinał          | Repasaż 1         | O brązowy medal   | Finał             | Finał   |
| Zawodnicy        | Konkurencja | Przeciwnicy Wynik | Przeciwnicy Wynik | Przeciwnicy Wynik | Przeciwnicy Wynik | Przeciwnicy Wynik | Przeciwnicy Wynik | Pozycja |
| ---------------- | ----------- | ----------------- | ----------------- | ----------------- | ----------------- | ----------------- | ----------------- | ------- |
| Gabriel Mercedes | 58 kg(m)    | Al-Kubati P 3-8   | NQ                | NQ                | NQ                | NQ                | NQ                | NQ      |

### Tenis stołowy
Mężczyźni
| Zawodnik | Konkurencja | Eliminacje       | Runda 1          | Runda 2          | Runda 3          | Runda 4          | Ćwierćfinały     | Półfinały        | Finał            | Finał   |
| Zawodnik | Konkurencja | Przeciwnik Wynik | Przeciwnik Wynik | Przeciwnik Wynik | Przeciwnik Wynik | Przeciwnik Wynik | Przeciwnik Wynik | Przeciwnik Wynik | Przeciwnik Wynik | Pozycja |
| -------- | ----------- | ---------------- | ---------------- | ---------------- | ---------------- | ---------------- | ---------------- | ---------------- | ---------------- | ------- |
| Lin Ju   | Singel      | BYE              | Kim SN W 4-3     | Freitas P 0-4    | NQ               | NQ               | NQ               | NQ               | NQ               | NQ      |